# Doberes
Doberes là một chi bướm ngày thuộc họ Bướm nâu.